# St Mawgan
St Mawgan – wieś w Anglii, w Kornwalii. Leży 54 km na północny wschód od miasta Penzance i 361 km na zachód od Londynu.